# Ruth de Souza
Ruth Pinto de Souza (Río de Janeiro, 12 de mayo de 1921 – Río de Janeiro, 28 de julio de 2019) fue una actriz brasileña. Conocida por interpretar a doña Mocinha da Silva en la telenovela El clon.

## Biografía
Fue miembro del Teatro Experimental Negro (TEN), es una de las primeras actrices negras en teatro dramático en Brasil y una de las primeras en actuar en el Teatro Municipal de Río de Janeiro. El Teatro Experimental Negro fue creado en 1944 en Río de Janeiro, Brasil, para combatir el racismo y crear oportunidades para el talento negro en el teatro. Junto con Arinda Serafim, Ilena Teixeira y otras mujeres negras, Ruth participó en el estreno de TEN como miembro del coro y más tarde interpretó a la mujer nativa, el único personaje femenino en la obra de teatro de Eugene O'Neill The Emperor Jones .

## Filmografía
- Terra Violenta (1948)
- Falta Alguém no Manicômio (1948)
- Também Somos Irmãos (1949)
- A Sombra da Outra (1949)
- Aglaia (1949)
- Ângela (1951)
- Terra É sempre Terra (1951)
- Sinhá Moça (The Landowner's Daughter) (1953)
- Candinho (1954)
- Quem matou Anabela? (1956)
- Osso, Amor e Papagaios (1957)
- Ravina (1958)
- Fronteiras do Inferno (1959)
- Mistério da Ilha de Vênus (Macumba Love) (1960)
- Favela_(película_de_1961) (1961)
- Bruma Seca (1961)
- A Morte Comanda o Cangaço (1961)
- O Assalto ao Trem Pagador (1962)
- O Cabeleira (1963)
- Gimba, o Presidente dos Valentes (1963)
- O Homem Nu (1968)
- O Bem-Amado (1973)
- Pureza Proibida (1974)
- Ana, a Libertina (1975)
- Um Homem Célebre (1976)
- Quem Matou Pacífico? (1977)
- Ladrões de Cinema (1977)
- Fruto do Amor (1980)
- Jubiabá (1987)
- Boca (1994)
- Um Copo de Cólera (A Glass of Rage) (1999)
- El clon (2001)

## Muerte
La actriz falleció el 28 de julio de 2019 en el Centro Médico Hospital Copa D'Or, Río de Janeiro, a la edad de 98 años. a causa de la neumonía.